# Cal Pujol (Maspujols)
Cal Pujol és un monument protegit com a bé cultural d'interès local del municipi de Maspujols (Baix Camp).

## Descripció
Edifici de paredat i reforços de carreus i maons. Porta d'arc carpanell, de pedra. En el pati d'accés, una porta arcaica de pedra, apuntada, i dues més no vistes, en direcció SW-NE. A l'E-SE, porta d'arc de mig punt, adovellat, i a uns deu metres, una altra igual, amb enteixinat desigual i emblanquinat. A la façana meridional hom pot veure encara la galeria superior d'arcs de mig punt, alguns cegats, de l'edificació antiga. Sota d'ella, s'han obert quatre finestres rectangulars a la façana.

## Història
És natural que el poble s'anés constituint entorn de la casa principal, cal Pujol, que és la més antiga, i que segons sembla dona nom a Maspujols. En documents del segle xiv se citen a "Guillermus Pujols et uxor Maria habitatores mansi dels pujols" (1337) i "Berengarius puyol, manssi dels puyols termini de allexario" (1350-57). Damunt de l'arc de la porta hi ha un gran escut d'armes, quarterejat. Els sectors primer i quart porten el Puig, i els segon i tercer, una torre merletada. Un dels seus propietaris, Joan Pujol de l'Era, va ser fet ciutadà honrat de Barcelona per Carles II el 1682. El 1786 el reusenc Manuel de Grau i Rigolf es va casar amb la pubilla de cal Pujol, Maria Engràcia de Pujol i de Rosselló, i en va ser propietari. Un fill seu, Josep de Grau i de Pujol, va prendre partit per l'infant Carles Maria Isidre de Borbó a la Primera Guerra Carlina, i organitzà, per defensar-lo, amb els seus jornalers i altres veïns de Maspujols, una partida que després d'anar uns mesos pel seu compte, es va unir a la comandada per Llarg de Copons.